# Арметовский сельсовет
Арметовский сельсовет — муниципальное образование в Ишимбайском районе Башкортостана.

## История
До середины XVIII в. тюба Армет была известна в составе Юрматынской волости.
Арметовский сельский совет образован в 1919 году Ишимбайская энциклопедия. — Уфа: Башкирская энциклопедия, 2015. — С. 74. — 656 с. — 3000 экз. — ISBN 978-5-88185-205-4.
В Великой Отечественной войне участвовали 493 человека, из них вернулись домой 147.
В соответствии с законом «О границах, статусе и административных центрах муниципальных образований в Республике Башкортостан» имеет статус сельского поселения.

## Население
| 2002 | 2009  | 2010 | 2012 | 2013 | 2014 | 2015 |
| ---- | ----- | ---- | ---- | ---- | ---- | ---- |
| 1288 | ↘1221 | ↘972 | ↘945 | ↘907 | ↘872 | ↘838 |
| 2016 | 2017  | 2018 |      |      |      |      |
| ↘807 | ↘780  | ↘764 |      |      |      |      |

## Состав сельского поселения
| № | Населённый пункт | Тип населённого пункта       | Население |
| - | ---------------- | ---------------------------- | --------- |
| 1 | Нижнеарметово    | село, административный центр | ↘590      |
| 2 | Верхнеарметово   | деревня                      | ↘382      |

В советское время в состав входили ныне упразднённые хутора Сафартуй, Бужур-Юрт, Кук-Буре и Арметбаш.

## Инфраструктура
Административный центр — село Нижнеарметово. По адресу ул. Гиззатуллина, 84б расположена Администрация сельского поселения Арметовский сельсовет муниципального района Ишимбайский район:
- Глава администрации: Исхакова Зайтуна Ибатулловна
- Управляющий делами: Шагиева Танзиля Тажиевна

Есть образовательные учреждения, как дошкольное (Нижнеарметовский ДОУ), так и школьное — МОБУ СОШ с. Нижнеарметово и Верхнеарметовская НОШ — филиал МОБУ СОШ с. Нижнеарметово.
В Арметовском сельсовете работают фельдшерско — акушерские пункты — Верхнеарметовский и Нижнеарметовский, СДК Нижнеарметовский и Верхнеарметовский, сельские библиотеки — Верхнеарметовская и Нижнеарметовская, пожарная охрана в с. Нижнеарметово, АТС, отделение связи, а также 6 КФХ.
В 2009 году открыта мечеть «Ихлас».
Численность постоянно проживающего населения растёт: 1.01. 2009 было 1221 человек, на 01.01.2010 — 1227, из них в центре сельсовета 746, в д. Верхнеарметово — 481.

## Известные уроженцы
- Гиззатуллин, Ибрагим Газизуллович (1918—1992) — башкирский писатель.
- Нагуманов, Дайлягай Сираевич (1922—1944) — советский офицер, танкист, участник Великой Отечественной войны, Герой Советского Союза.
- Булатова Фания Даригатовна (1928—1997) — доктор медицинских наук (1984), профессор, преподаватель БГМУ (с 1966 г.).